# Laurito (cognome)
Laurito è un cognome di lingua italiana.

## Varianti
Il cognome non presenta varianti.

## Origine e diffusione
Il cognome è tipicamente calabrese, siciliano, campano e lucano.
Potrebbe derivare dal toponimo Laurito; alternativamente potrebbe derivare dal prenome Lorenzo e costituire una variante del cognome Lorenzi.

## Persone
- Federico Laurito – calciatore argentino con passaporto italiano
- Marisa Laurito – attrice, showgirl, cantante e conduttrice televisiva italiana
- Pasquale Laurito – giornalista italiano
- Romina Laurito – ex ginnasta italiana